# Oxyna dracunculina
Oxyna dracunculina es una especie de insecto del género Oxyna de la familia Tephritidae del orden Diptera.

## Historia
Richter la describió científicamente por primera vez en el año 1990.